# Мач, Эрнст Ансович
Эрнст Ансович Мач (латыш. Ernests Mačs, 1898 — после 1945) — сотрудник ЧК-ОГПУ-НКВД, майор государственной безопасности, участник массовых репрессий в СССР.

## Биография
Латыш. Образование низшее. Работал пастухом. В 1915—1918 гг. — столяр Русско-Балтийского завода в Твери. В 1918—1919 гг. — столяр в Харьковской строительной конторе. В 1919—1920 — рядовой в РККА. С 1926 член ВКП(б).
С 1920 г. — в ЧК, разносчик тюрьмы ВЧК, затем надзиратель тюремного отдела ГПУ-ОГПУ. С 1934 г. — помощник начальника пожарного отделения. С сентября 1937 — сотрудник для особых поручений комендатуры АХУ НКВД СССР. Приводил в исполнение расстрельные приговоры.
Позже — на воспитательной работе с молодыми сотрудниками НКВД.
Заболел нервно-психическим заболеванием и был уволен со службы.

## Награды
- Почётный знак ВЧК-ГПУ (1936)
- Орден Красной Звезды (1937)
- Орден «Знак Почёта» (1937)
- Орден Красного Знамени (1944)
- Орден Ленина (1945)